# Hoher Nock
Hoher Nock är ett berg i Österrike.   Det ligger i distriktet Kirchdorf och förbundslandet Oberösterreich, i den centrala delen av landet, 160 km väster om huvudstaden Wien. Toppen på Hoher Nock är 1 963 meter över havet. Hoher Nock ingår i Sengsengebirge.
Terrängen runt Hoher Nock är kuperad österut, men västerut är den bergig. Närmaste större samhälle är Molln, 12,6 km norr om Hoher Nock. 
I omgivningarna runt Hoher Nock växer i huvudsak blandskog. Runt Hoher Nock är det ganska glesbefolkat, med 45 invånare per kvadratkilometer.